# Matthorn
Das Matthorn ist ein 2041 m ü. M. hoher Gipfel des Pilatusmassivs der Emmentaler Alpen in der Gemeinde Alpnach in der Schweiz. Der Gipfel befindet sich im Kanton Obwalden, dem Pilatus Kulm südlich vorgelagert. Die Distanz zwischen den beiden Gipfeln beträgt rund einen Kilometer, die Schartenhöhe 175 Meter.

## Erreichbarkeit
Der Gipfel des Matthorns ist über einen Bergwanderweg im Schwierigkeitsgrad T3 der SAC-Wanderskala  sowohl aus nördlicher wie auch aus südlicher Richtung zu erreichen. Der schnellste Weg führt von der Bergstation der Pilatus-Bahnen auf dem Pilatus Kulm in rund 45 Minuten zum Matthorn. Man steigt dabei ab zum 1866 m hohen Sattel zwischen den beiden Gipfeln.

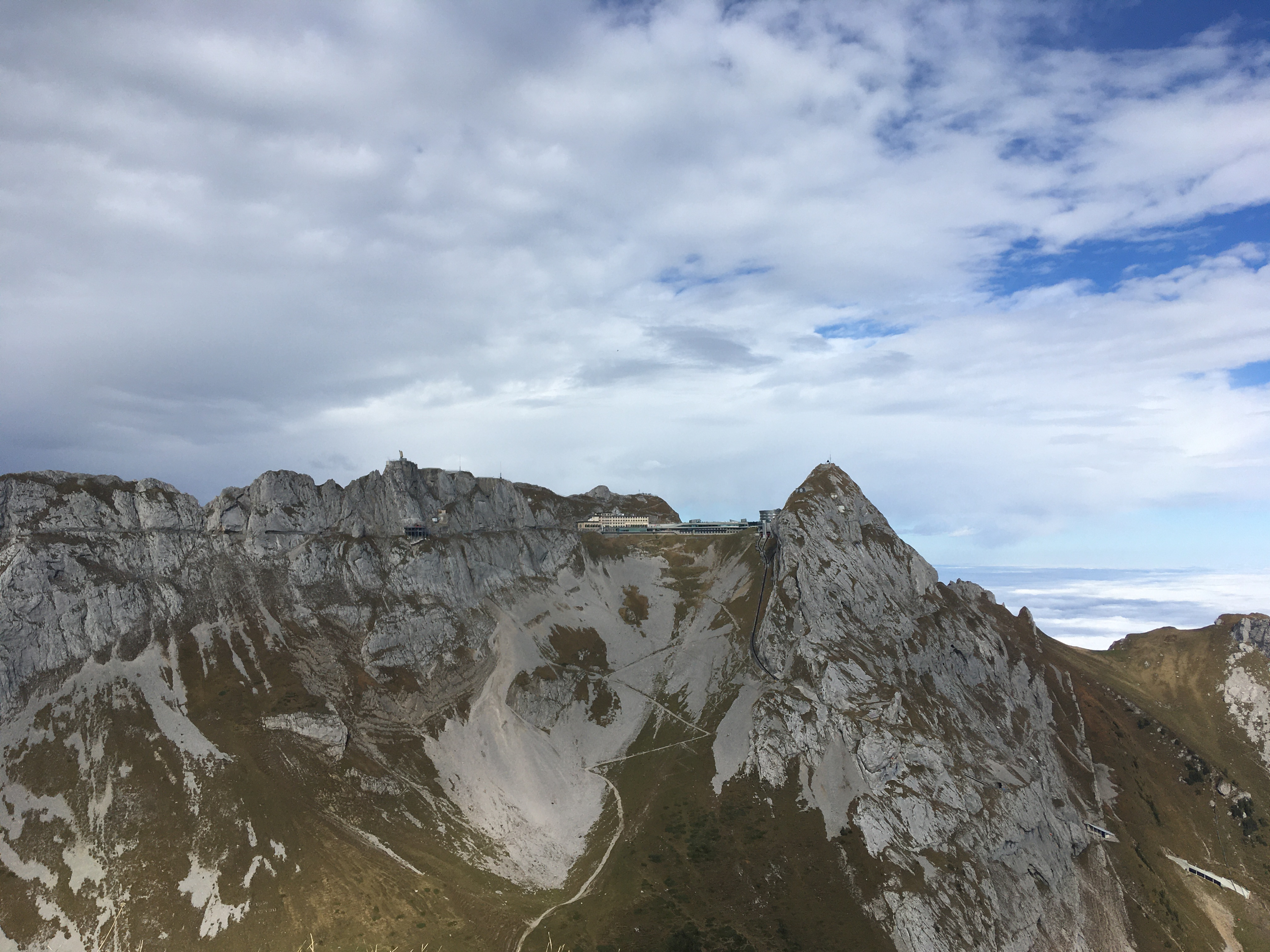
Blick vom Matthorn Richtung Pilatus Kulm
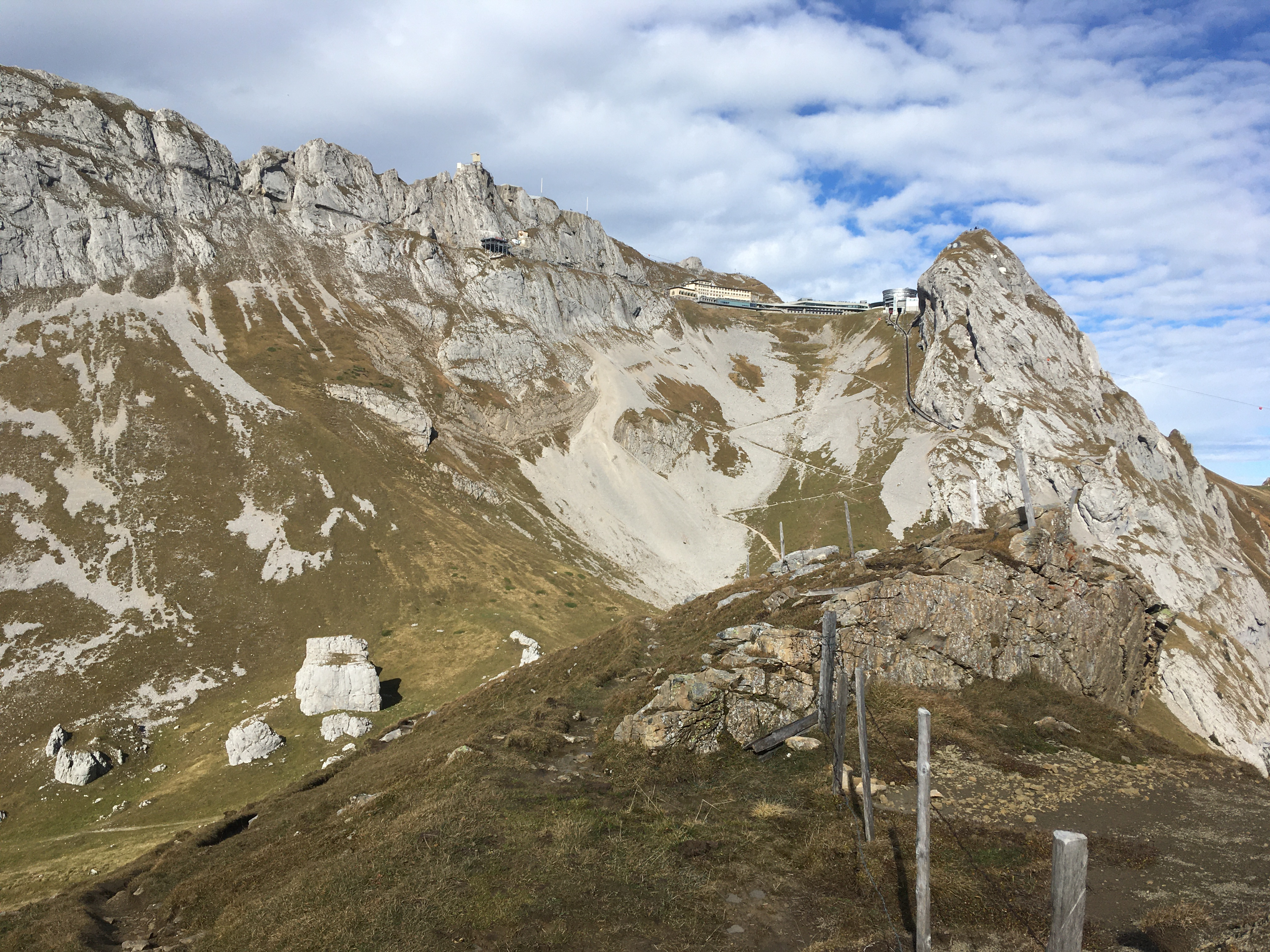
Wanderweg am Matthorn